# جون ماكدونالد (لاعب دوري الرغبي)
جون ماكدونالد (بالإنجليزية: John McDonald)‏ هو لاعب دوري الرغبي أسترالي، ولد في 1944 في توومبا في أستراليا.